# بلیر ۱۸۱۴۸
سیارک ۱۸۱۴۸ (به انگلیسی: 18148 Bellier، نامگذاری:2000OZ57) هجده هزار و صد و چهل و هشتمین سیارک کشف شده‌است که در ۲۹ ژوئیه ۲۰۰۰ کشف شد.
قدر مطلق سیارک برابر ۳۷.۱ است.